# Isabella 1. af Jerusalem
Isabella 1. (1172 - 5 april 1205) var regerende dronning af Jerusalem fra 1190 til sin død. Hun var datter af Amalrik I af Jerusalem og hans anden hustru Maria Komnene. Hendes halvbror, Balduin 4. af Jerusalem, forlovede hende med Humfried 4. af Toron. Hendes mors anden mand, Balian af Ibelin, og hans stedfar, Renaud de Châtillon, var indflydelsesrige medlemmer af baronernes to stridende fraktioner. Ægteskabet mellem Isabella og Humfried blev fejret på Kerak Borg i efteråret 1183. Saladin, den ayyubiske sultan af Egypten og Syrien, belejrede fæstningen under brylluppet, men Balduin 4. tvang ham til at ophæve belejringen.
Balduin 4., som led af spedalskhed, havde gjort sin nevø (sin søster Sibyllas eneste søn fra hendes første ægteskab), Balduin 5., til sin arving og medhersker, for at forhindre at Sibyllas anden mand, Guy af Lusignan, skulle bestige tronen. Jerusalems Haute Cour fastslog, at et par udvalgte vesteuropæiske herskere skulle vælge enten Sibylla og Isabella til at efterfølge Balduin 5., hvis han døde, før han blev myndig, men Sibylla og Guy af Lusignan blev kronet kort efter Balduin 5.'s død i 1185. Guys modstandere forsøgte at spille Isabella og hendes mand mod ham, men Humfried hyldede det kongelige par.

## Tidlige liv

### Barndom
Isabella var datter af Amalrik 1., konge af Jerusalem, og hans anden hustru Maria Komnene. Maria Komnene (som var en grandniece af den byzantinske kejser Manuel 1. Komnenos) blev gift med Amalrik den 29. august 1171. Isabella blev født før september 1172.
Amalrik døde uventet den 11. juli 1174. Hans søn fra hans første ægteskab, Balduin 4., blev kronet til konge to uger senere. Inden længe var det tydeligt, at Balduin led af spedalskhed. For at sikre arvefølgen efter den døende konge blev hans søster, Sibylla, i november 1176 gift med Vilhelm af Montferrat, men han døde blot syv måneder senere. Balduins fætter, Filip 1., greve af Flandern, der landede i Akko i august, foreslog Robert af Bethune som Sibyllas nye mand og foreslog også, at Isabella (som var Balduins og Sibyllas halv- søster) skulle gifte sig med Roberts yngre bror, Vilhelm af Bethune. Jerusalems Haute Cour afslog begge forslag.
Isabellas mor blev gift med Balian af Ibelin i efteråret 1177.  Hans bror Balduin af Ibelin ønskede at gifte sig med Sibylla, men kongen foretrak en anden kandidat, Guy af Lusignan. Efter brylluppet mellem Sibylla og Guy i påsken 1180 opstod der en splittelse mellem Guy af Lusignans tilhængere og modstandere. Den første gruppe omfattede Agnes af Courtenay, Balduin 4. og Sibyllas mor, hendes bror, Joscelin, og Renaud de Châtillon. Deres modstandere omfattede Isabellas mor og stedfar og Raymond 3. af Tripoli. For at sikre Guys stilling arrangerede kongen Isabellas forlovelse med Renaud de Châtillons stedsøn Humfried 4. af Toron i oktober 1180. Isabella blev sendt til Kerak Borg for at blive undervist af Humfrieds mor, Stephanie de Milly. Stephanie forbød hende at besøge hendes mor og stedfar i Nablus.
Forholdet mellem Balduin 4. og Guy af Lusignan forværredes. Balduin 4. afsatte Guy som regentskab og nægtede ham arveretten, og gjorde i stedet den 20. november 1183 Guys stedsøn (Sibyllas søn fra hendes første ægteskab), Balduin 5., til sin arving og medregent. En version af Ernouls krønike antyder, at barnet Balduin 5. blev gjort til arving, fordi den døende Balduin 4. ønskede at undgå en kamp mellem sine søstres tilhængere om hans arv. Guys vigtigste støtter, Joscelin af Courtenay og Renaud de Châtillon, var ikke til stede ved Balduin 5.'s kroning, fordi de deltog i brylluppet mellem Isabella og Humfried af Toron.

### Første ægteskab
Brylluppet fandt sted på Kerak Borg. Saladin, den ayyubiske sultan af Egypten og Syrien belejrede fæstningen. Ifølge Ernouls krønike sendte Stephanie de Milly måltider fra festen til belejrerne, og Saladin forbød sine ingeniører at ødelægge det fæstningstårn, hvor Humfried og Isabella tilbragte deres bryllupsnat. Balduin 4. samlede en hær til undsætning og drog fra Jerusalem til Kerak, selvom han ikke var i stand til at ride på hest. Saladin ophævede belejringen og trak sig uden kamp tilbage den 3. eller 4. december 1183.
Den døende Balduin 4. udpegede  i april 1185 Raymond af Tripoli som regent for Balduin 5. På Raymonds efterkrav fastslog Jerusalems Haute Cour, at et par udvalgte personer, bestående af paven, den tysk-romerske kejser og kongerne af Frankrig og England skulle have retten til at vælge mellem Sibylla og Isabella, hvis Balduin 5. døde, før han nåede at blive myndighed. Balduin 4. døde den 16. marts 1185. Omkring halvandet år senere (før midten af september 1186) døde også den unge Balduin 5.
Sibyllas onkel Joscelin af Courtenay overtalte Raymond 3. af Tripoli og hans allierede til at forlade Jerusalem og opfordrede sine tilhængere, herunder Renaud de Châtillon, til at samles i byen. Idet de ignorerede Haute Courts afgørelse fra 1185, konkluderede adelsmændene og prælaterne, der var kommet til Jerusalem, at Sibylla var den retmæssige arving til hendes søn. De, der var imod Sibylla, herunder Raymond 3. af Tripoli og Balian af Ibelin, mødtes i Nablus. De hævdede, at Sibyllas legitimitet var tvivlsom, fordi hendes forældres ægteskab var blevet annulleret. De fremhævede også, at Isabella  var blevet født efter sin fars kroning. De sendte udsendinge til Jerusalem for at protestere mod Sibyllas kroning, men Heraklius, den katolske patriark af Jerusalem, kronede hende i midten af september 1186. Heraklius salvede også Guy af Lusignan til konge, efter at hun havde placeret en krone på Guys hoved.
På Raymond af Tripolis forslag besluttede adelsmændene, der var samlet i Nablus, at proklamere Isabella og Humfried af Toron som dronning og konge. Humfried (hvis mor og stedfar var tilhængere af Sibylla) flygtede imidlertid fra Nablus til Jerusalem og hyldede Sibylla og Guy. Inden længe fulgte alle baroner hans eksempel og svor dronningen og hendes mand troskab, med undtagelse af Raymond af Tripoli, der forlod kongeriget.
Saladin tildelte Kongeriget Jerusalems forenede hær for et knusende nederlag i Slaget ved Hattin den 4. juli 1187. Isabellas mand blev taget til fange på slagmarken. Inden længe ville Saladins tropper have indtaget de fleste byer og fæstninger i Kongeriget Jerusalem: Tiberias faldt kort efter slaget, Akko den 9. juli, Beirut inden den 6. august og Jerusalem den 2. oktober. Tyrus var en undtagelse og holdt ud i flere måneder under ledelse af Konrad af Montferrat, der var kommet til Det hellige land fra Italien et par uger efter slaget.
Konrad betragtede sig selv som hersker over Tyrus og forbød Guy af Lusignan indtog i byen om sommeren 1189. Guy belejrede Akko, men Jakob af Avesnes, Ludvig 3. af Thüringen og andre korsfarerhærførere, der var kommet til Det hellige land, satte også spørgsmålstegn ved hans krav på lederskab. Guys hustru Sibylla og deres to døtre døde i efteråret 1190. Guys modstandere hævdede, at han kun havde været konge gennem sit ægteskab, og hans hustrus halvsøster, Isabella, skulle arve kronen. Guy ønskede ikke at opgive sit krav på Kongeriget Jerusalem. Konrad af Montferrat udnyttede situationen og besluttede at gifte sig med Isabella.
Isabellas stedfar støttede Konrads plan. Isabella gjorde mostand, men hendes mor satte hende under pres. Maria Komnene svor også, at Balduin 4. havde tvunget den 8-årige Isabella til at gifte sig med Humfried af Toron, hvis kvindagtighed var velkendt. Inden længe annullerede den pavelige legat Ubaldo Lanfranchi, ærkebiskop af Pisa, og Filip af Dreux, biskop af Beauvais, ægteskabet mellem Isabella og Humfried. Balduin af Forde, ærkebiskop af Canterbury, forbød hende at gifte sig med Konrad og prokalmerede, at både Isabella og Konrad ville begå ægteskabsbrud, hvis de giftede sig. Balduin af Forde døde dog den 19. november 1190.

### Andet ægteskab
Konrad giftede sig med Isabella den 24. november. Isabella gav Herredømmet Toron, som Balduin 4. havde annekteret til kronen i 1180, tilbage til Humfried. Guy af Lusignan nægtede at abdicere, men de fleste baroner betragtede ham som den retmæssige monark. Konrad og Isabella vendte tilbage til Tyrus. Efter at Filip 2. af Frankrig, der var landet i Akko den 20. april 1191, anerkendte Konrads krav på Jerusalem, søgte Guy af Lusignan og Konrads modstandere, herunder Humfried af Toron og Bohemund 3. af Antiokia, hjælp fra Richard 1., konge af England, der besluttede at støtte dem. Guy anttog titlen "valgt konge af Jerusalem" i maj.
Korsfarerne erobrede Akko den 11. juli 1191. Den 28. juli blev Richard af England og Filip af Frankrig enige om, at Guy kunne beholde titlen som konge indtil hans dages ende, mens Konrad ville herske over Tyrus, Beirut og Sidon, og at efter Guys død ville kongeriget blive forenet under Konrad og Isabella eller deres børn. Tre dage senere rejste Filip hjem til Frankrig, og Richard var nu alene øverstkommanderende for korsfarerne. De lokale baroner forblev fjendtlige over for Guy. Efter at Richard havde besluttet sig at vende tilbage til England i april 1192, opfordrede baronerne ham til at revidere den tidligere beslutning om kongeriget Jerusalems fremtid.

## Regeringstid

### Valg
Richard Løvehjerte afholdt et møde den 16. april 1192. Prælaterne og adelsmændene, der deltog i mødet, stemte enstemmigt for Konrad. Richard accepterede deres beslutning og tildelte Guy Cypern som kompensation for hans tabte rige. Richard sendte sin nevø Henrik 2., greve af Champagne, for at informere Konrad om baronernes beslutning. Henrik ankom til Tyrus ca. fire dage senere. Det blev aftalt, at Konrad og Isabella skulle krones i Akko.
Isabella, der elskede at sidde længe i badet, tilbragte usædvanligt meget tid der den 28. april. Da han var sulten, besluttede Konrad at spise en middag sammen med Filip af Dreux, men da han ankom til Filips hus, var biskoppen allerede færdig med sit måltid. Konrad ville nu vende hjem, men to mænd angreb ham og stak ham ned i en smal gade. De fleste kilder er enige om, at de blev sendt af Rashid ad-Din Sinan, leder af Assasinerne.  Inden han udåndede beordrede Konrad Isabella til ikke at afgive Tyrus til andre end Richard af England eller den nye konge i Jerusalem. Da Hugo 3., hertug af Burgund, som var Filip af Frankrigs stedfortræder i Det hellige land, opfordrede Isabella til at overgive Tyrus til ham, lukkede hun sig inde i fæstningen og nægtede at åbne dets porte.

### Tredje ægteskab
Efter at have hørt om mordet på Konrads skyndte sig Henrik af Champagne, der i mellemtiden var vendt tilbage til Akko, tilbage til Tyrus. Henrik, som var nevø til både Richard af England og Filip af Frankrig, blev hyldet som konge af baronerne og borgerne i Tyrus. Ifølge Ernoul tøvede Henrik, fordi Isabella var gravid, muligvis med en søn. Baronerne og borgerne, fortsætter Ernoul, lovede ham, at hans børn ville arve Kongeriget Jerusalem for at overbevise ham om at acceptere kronen. Forlovelsen mellem Henrik og Isabella blev annonceret to dage efter Konrads død. Ægteskabet blev fejret i Akko den 10. maj 1192.
Isabella og Konrads barn Maria af Montferrat blev født i 1192. Henrik og Isabella fik tre døtre: Margrete (født 1193/1194), Alix (født 1196) og Filippa (født 1197). Henrik døde i 1197, da en balkon eller vinduesgitter gav efter, og han faldt ud af et vindue.

### Fjerde ægteskab
Efter Henriks død giftede Isabella sig for fjerde gang med Amalrik af Cypern, bror til Guy af Lusignan. De blev kronet sammen som konge og dronning af Jerusalem i januar 1198 i Akko. De fik to døtre, Sibylla (født 1198) og Melisende (født 1200), og en søn, Amalrik (født 1201). Kong Amalrik døde i 1205 af madforgiftning forårsaget af en hvid multe fire dage før sin hustru og kort efter deres søn. Ved hendes død den 5. april 1205 Isabella blev efterfulgt som dronning af sin ældste datter Maria.
Lovligheden af Isabellas skilsmisse fra Humfried blev udfordret i 1213 i forbindelse med arvestriden i Champagne mellem hendes døtre Alix og Filippa og Henriks nevø Theobald 4. Imidlertid synes dens gyldighed at være opretholdt, idet der ikke blev sat nogen spørgsmålstegn ved Maria og hendes efterkommeres legitimitet for at kunne arve Jerusalems trone, og i Champagne købte Theobald sig fri for sine kusiner Alice og Filippas arvekrav.

## Familie
Isabellas første ægteskab med Humfried 4. af Toron var barnløst.
Fra sit andet ægteskab med Konrad af Montferrat havde hun en datter:
1. Maria (1192-1212), efterfulgte Isabella som dronning af Jerusalem.

Fra sit tredje ægteskab med Henrik 2., greve af Champagne, havde hun tre døtre:
1. Margrete[75] (1193/1194 - før 1205) forlovede sig med Guy af Cypern, men de døde begge som børn.
2. Alix (1195/1196–1246), giftede sig for det første med Hugo 1. af Cypern, anden gang med Bohemund 5. af Antiokia og tredje gang  med Raoul de Soissons. Gjorde krav på Grevskabet Champagne.
3. Filippa (ca. 11797 - 20. december 1250) giftede sig med Erard de Brienne-Ramerupt og gjorde også krav på Grevskabet Champagne.

Fra sit fjerde og sidste ægteskab med Amalrik af Cypern fik hun følgende børn:
1. Sibylla (oktober/november 1198 - ca. 1230 eller 1252), gift med Leo 2. af Armenien[76]
2. Melisende (ca. 1200 - efter 1249), gift den 1. januar 1218 med Bohemund 4. af Antiokia[77]
3. Amalrik (1201 - 2. februar 1205, Akko)[78]

## I skønlitteraturen
Isabella har fået få fiktive optrædener, men hun er en hovedperson i  The Knights of Dark Renown (1969) og dens efterfølger The Kings of Vain Intent (1970) af Graham Shelby. Shelby idealiserer hendes ægteskab med Humfried og skildrer dem som hans unge romantiske hovedpersoner. Han fortsætter derefter med at skildre hende som, om hun blev slået og voldtaget af Konrad i et sadistisk voldeligt forhold. Denne sensationelle skildring understøttes ikke af nogen beviser. Shelby antyder, at Isabella planlagde Konrads mord som hævn for hans mishandling af hende og skildrer hende som mentalt følelsesløs og ligeglad med Henrik.
Hun er titelkarakteren i Alan Gordons gådefulde roman The Widow of Jerusalem (2003), der tegner et mere sympatisk portræt af hendes ægteskab med Konrad. Hun introduceres som en forkælet, forfængelig ung kvinde, men hun modnes i løbet af historien. Først da det er for sent, indser hun, at hendes mand elsker hende. Mordet på ham og Henriks senere død efterforskes af helten, naren Theophilos.
Hun bliver portrætteret som barn og ung kvinde i The Land Beyond The Sea af Sharon Kay Penman.